# Castelnau-Montratier
Castelnau-Montratier község Franciaország Okcitánia régiójában, Lot megyében. Új községként 2017. január 1-jén jött létre a korábbi Castelnau-Montratier és Sainte-Alauzie korábbi község egyesítésével.

## Népesség
| Lakosok száma | 1926 | 1880 | 1856 | 1833 | 1836 | 1835 | 1827 |
|               | 2015 | 2017 | 2018 | 2019 | 2020 | 2021 | 2022 |